# Кобылинская (Холмогорский район)
Кобылинская — деревня в Холмогорском районе Архангельской области.

## География
Находится в центральной части Архангельской области на расстоянии приблизительно 5 км на север по прямой от административного центра района села Холмогоры на юго-западном берегу острова Ухтостров в нижнем течении реки Северная Двина.

## История
Отмечена уже на карте Шуберта первой половины XIX века. В 1859 году здесь (тогда деревня Холмогорского уезда Архангельской губернии) было учтено 11 дворов. До 2022 года входила в Ухтостровское сельское поселение до его упразднения.

## Население
Численность населения: 72 человека (1859 год), 0 как в 2002 году, так и в 2010.